# Doropolje
Doropolje este o localitate din comuna Šentjur, Slovenia, cu o populație de 153 de locuitori.